# Тимон
„Тимон” је југословенски филм из 1973. године. Режирао га је Томислав Радић који је написао и сценарио.

## Улоге
| Глумац           | Улога |
| ---------------- | ----- |
| Борис Бузанчић   |       |
| Вања Драх        |       |
| Круно Валентић   |       |
| Златко Црнковић  |       |
| Саша Виолић      |       |
| Хелена Буљан     |       |
| Лана Голоб       |       |
| Владимир Герић   |       |
| Иво Кадић        |       |
| Тонко Лонза      |       |
| Иво Сердар       |       |
| Звонко Стрмац    |       |
| Мирко Швец       |       |
| Павле Богдановић |       |
| Људевит Галић    |       |

Остале улоге  ▼
| Глумац              | Улога                  |
| ------------------- | ---------------------- |
| Ивица Катић         |                        |
| Бранко Боначи       |                        |
| Шпиро Губерина      |                        |
| Драган Миливојевић  |                        |
| Миро Шегрт          |                        |
| Мустафа Надаревић   |                        |
| Звонимир Зоричић    | (као Зорислав Зоричић) |
| Миљенко Брлечић     |                        |
| Бошко Петровић      |                        |
| Вјера Жагар Нардели |                        |
| Астрид Турина       |                        |
| Мила Томљеновић     |                        |